# Картијера (Пескара)
Картијера (итал. Cartiera) је насеље у Италији у округу Пескара, региону Абруцо.
Према процени из 2011. у насељу је живело 36 становника. Насеље се налази на надморској висини од 111 м.